# Эрвьё, Луиза
Луиза Эрвьё (фр. Louise Hervieu; 26 октября 1878, Алансон — 11 сентября 1954, Версаль) — французская художница, писательница и книжный иллюстратор. Инициировала введение во Франции медицинской книжки (carnet de santé).

## Биография и творчество
Луиза Эрвьё родилась в 1878 году в Алансоне. Её семья, крестьянского происхождения, впоследствии переселилась в Париж, где Луиза посещала католическую школу. Она росла крайне болезненным ребёнком, и со временем выяснилось, что у неё врождённый сифилис. Впоследствии оказалось, что сифилисом болел её прадед по материнской линии, а также отец. В возрасте 15 лет у Луизы диагностировали хронический менингит. При этом с раннего детства у неё начались проблемы со зрением и развилась сильнейшая светобоязнь, что впоследствии сказалось на её карьере художницы. Кроме того, она страдала серьёзным пищевым расстройством и была вынуждена придерживаться строжайшей диеты.
Несмотря на слабое здоровье, Луиза рано проявила способности к искусству и вскоре начала брать уроки рисования. Позднее она также посещала занятия в Академии Коларосси. Особенно ей удавались человеческие фигуры: она прекрасно передавала как пропорции, так и характер модели. Она часто делала зарисовки с натуры: в кругу семьи или во время прогулок по городу. Кроме того, Эрвьё создавала рисунки на сюжеты из литературы. В частности, ей принадлежит цикл иллюстраций к «Цветам зла» Бодлера: впоследствии художница писала, что мрачная, пессимистическая поэзия Бодлера как нельзя лучше соответствовала состоянию её собственной души.
Первоначально Луиза Эрвьё занималась не только рисунком, но и живописью. Однако после провала её первой персональной выставки в 1910 году она утратила уверенность в себе и впоследствии полностью сосредоточилась на том, что ей безусловно удавалось: графическом искусстве. Возможно, в отказе от живописи сыграло свою роль также изменение цветовосприятия из-за постоянно ухудшавшегося зрения. Эрвьё работала в основном карандашом, углём или тушью. Тем не менее, не выходя за пределы чёрно-белой гаммы, она умела передать такое богатство оттенков, что, по рассказам, ребёнок, увидев один из её рисунков, воскликнул: «Какие красивые красные яблоки!».
В 1920-х годах и без того слабое здоровье художницы начало ухудшаться. Ей приходилось работать в полумраке, освещая лишь лежавший перед ней лист бумаги, и пользоваться лупой. Однако несмотря на то, что у неё сильно упало зрение и работа требовала огромных усилий, она продолжала рисовать и принимать участие в выставках, в том числе в Колониальной выставке 1931 года в Париже и в Венецианской биеннале 1934 года. Ранее, в 1927 году, в Париже состоялась большая ретроспективная выставка Эрвьё.
Когда из-за состояния здоровья, в первую очередь ослабшего зрения, Луиза уже не могла рисовать, она обратилась к литературному творчеству. Она писала и ранее, параллельно с занятиями искусством, но теперь литература стала её основным занятием. Главной же темой стало проклятие всей её жизни — наследственная болезнь (Луиза была убеждена, что сифилис передаётся по наследству). В 1936 году был издан её роман «Sangs», вызвавший широкий резонанс и получивший премию Фемина. В 1937 году вышла книга мемуаров «Montsouris». В 1937 году Эрвьё опубликовала памфлет «Le Crime» («Преступление»), в котором резко критиковала существующую практику замалчивания наследственных болезней, в том числе при заключении браков. В этот же период она начала кампанию за введение carnet de santé — медицинской книжки, которая выдавалась бы каждому ребёнку при рождении и в которой фиксировались бы все его болезни начиная с младенчества, а также заболевания его предков. В 1938 году она лично выступила с речью на эту тему в Сорбонне. В 1939 году ей удалось достичь своей цели, и соответствующий закон был подписан министром здравоохранения. Однако внедрение carnet de santé шло постепенно, и до конца своей жизни Эрвьё боролась за то, чтобы оно стало обязательным и повсеместным.
Годы Второй мировой войны Луиза Эрвьё провела в Нормандии. Она продолжала живо интересоваться вопросами общественного здравоохранения и писала статьи на соответствующую тематику. В 1943 году вышел её роман «Le malade vous parle» («С вами говорит больной»). В 1945 году Эрвьё вернулась в Париж. В последние годы своей жизни она, несмотря на тяжёлое состояние и постоянно требующееся лечение, продолжала работать над очередной книгой и заниматься вопросами медицины. Луиза Эрвьё умерла 11 сентября 1954 года.